# يوساجري
بلدية يوساجري (بالإسبانية: Usagre)‏, هي إحدى بلديات مقاطعة بطليوس, التي تقع في منطقة إكستريمادورا, والتي تقع في غرب إسبانيا.
يبلغ عدد سكانها 2.072 نسمة وفقاً لإحصائية سنة (2002).

## أعلام
- خوان رامون روانو